# Severus von Antiochia

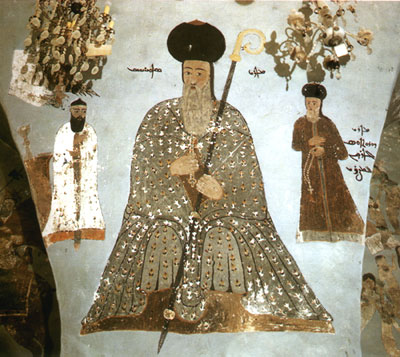
Severus von Antiochien

Severus von Antiochia (griechisch Severos; * um 456 in Sozopolis (Pisidien); † 8. Februar 538 in Xois, Ägypten) war ein bedeutender spätantiker Theologe und ein miaphysitischer Patriarch von Antiochien. Er gilt als Heiliger und Lehrer der Syrisch-orthodoxen und der koptischen Kirche (Gedenktag in beiden: 8. Februar).
Severus stammte aus einem begüterten, heidnischen Elternhaus. In Alexandria studierte er Rhetorik und Grammatik, in Beirut Rechtswissenschaften. Er wurde um 488 in Tripolis getauft und nach 491 Mönch im Kloster Petrus des Iberers in Maiuma bei Gaza, gegen 500 Priester und Archimandrit. Von den ihm ergebenen Mönchen wurde er 508 nach Konstantinopel gesandt, um gegen ihre Verfolgungen durch die Chalkedonenier (Anhänger des Konzils von Chalkedon) zu protestieren, blieb drei Jahre am Hof und gewann das Vertrauen des Kaisers Anastasios I. Severus wirkte mit am Sturz der chalkedonensischen Patriarchen Makedonios von Konstantinopel und Flavianus von Antiochia. 
Er wurde mit Hilfe des Philoxenos von Mabbug 512 schließlich zum Nachfolger des gestürzten Patriarchen Flavianus  gewählt und am 16. November 512 geweiht. In Antiochien bekleidete er dieses Amt bis 518, danach amtierte er auswärts im Exil. Aus seiner antiochenischen Zeit haben sich 125 "Kathedralhomilien" erhalten. 
Nach Herrschaftsbeginn von Kaiser Justin I. entzog sich Severus im Jahr 518 seiner Gefangennahme durch Flucht über Zypern nach Ägypten, wo er bis zu seinem Tod als Anführer der "severianischen" Gegner des Chalcedonense wirkte. 535 wurde er von Kaiser Justinian I. zu Verhandlungen nach Konstantinopel eingeladen, wo es ihm zeitweilig gelang, mit Hilfe der Kaiserin Theodora I. und des lokalen Patriarchen Anthimos dem Miaphysitismus wieder Geltung zu verschaffen. 536 wurden Anthimos und er verurteilt und Severus ging erneut ins Exil nach Ägypten, wo er am 8. Februar 538 in Xois verstarb.
Auch die Schriften des Severus, der mehrere Streitschriften verfasste, wurden verboten. Sie sind allerdings in syrischer Übersetzung bekannt.